# Omorgus nodosus
Omorgus nodosus är en skalbaggsart som beskrevs av Robinson 1940. Omorgus nodosus ingår i släktet Omorgus och familjen knotbaggar. Inga underarter finns listade i Catalogue of Life.

## Bildgalleri

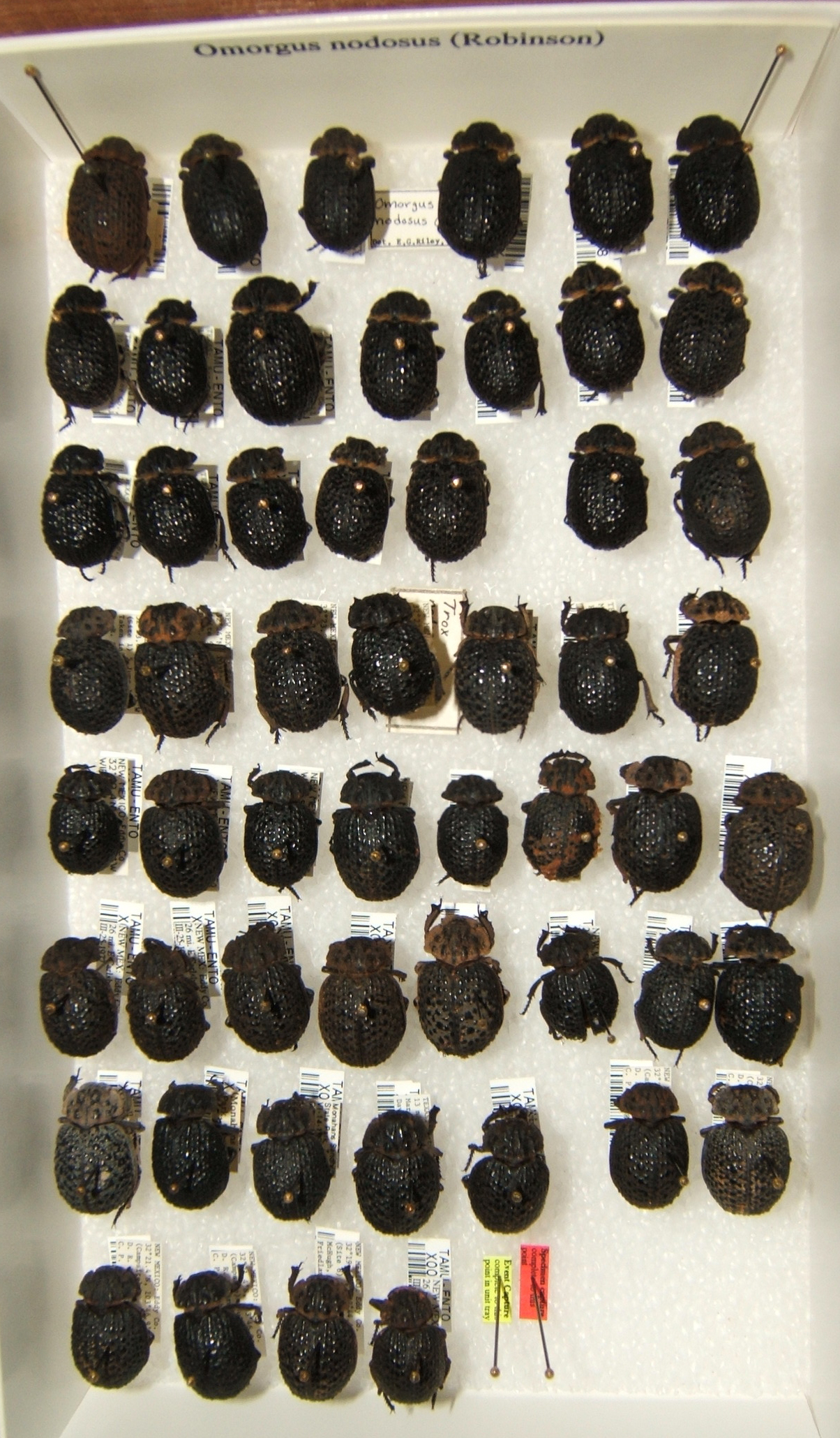